# Uluguria
Uluguria is een monotypisch geslacht van korstmossen behorend tot de familie Byssolomataceae. Het bevat alleen de soort Uluguria permira.